# 随行神职人员

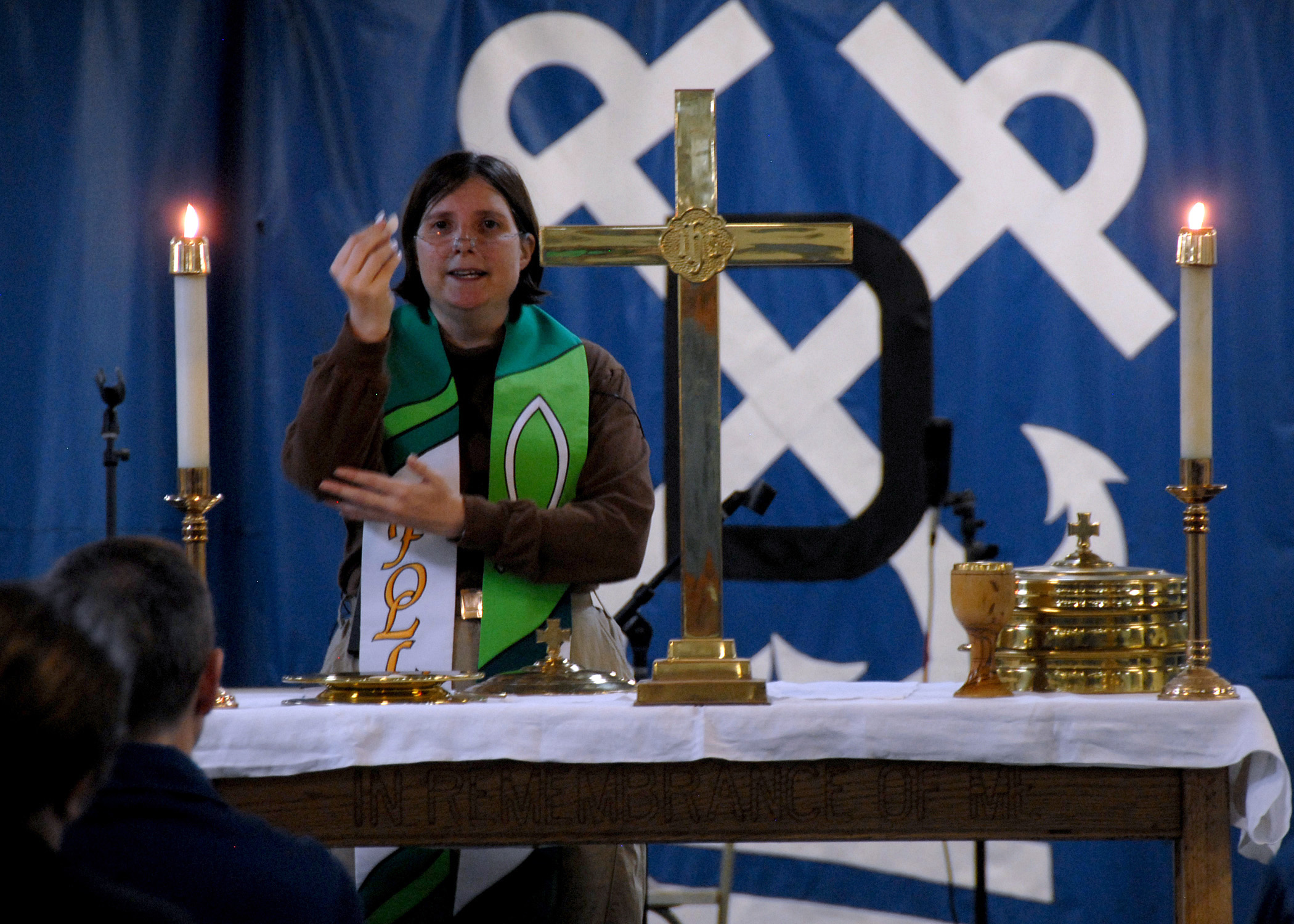
美国尼米兹级亚伯拉罕·林肯号航空母舰的随军牧师在主持周日礼拜

随行神职人员（英語：chaplain）是指依附于军队、医院、监狱、学校等世俗组织内的牧师、法師、伊瑪目、拉比、祭司、神父、神道教神職等宗教教职人员，例如軍牧、警察及消防隊隊牧、學校校牧、醫院院牧等。部分贵族家庭也会聘请专业的神职人员做专业宗教服务。近年来一些公司和競賽隊伍、体育俱乐部等也开始聘请随行神职人员。这一职业的服务范围实际上已并不仅仅限于宗教，如美國、荷兰、比利时等国家在军队中也有起着类似作用的心理咨询师。